# Ulrik Badertscher
Ulrik Badertscher (* 24. Juni 1988) ist ein norwegischer Snowboarder aus Hakadal, (Norwegen). Er startet in der Disziplin Big Air.
Als Jugendlicher startete Ulrik Badertscher noch im Slopestyle und  feierte bei den Junioreneuropameisterschaften in einem starken Jahrgang mit den Finnen Peetu Piiroinen, Juuso Laivisto und seinem Landsmann Roger Kleivdal als Fünfter erste Erfolge. Bei den FIS Juniorenweltmeisterschaften 2006 in Vivaldi Park in Südkorea konnte er als bester Norweger den sechsten Platz im Big Air erreichen. Ein Sieg gelang ihm 2006 beim TTR World Rookie Fest in Livigno und er konnte beim Nachwuchswettbewerb in Avoriaz auch im Freestyle einen zweiten Platz erringen.
Schon am 6. Januar 2007 gab er sein Debüt im FIS Weltcup bei einem Big-Air-Wettbewerb in Graz und wurde 18. Noch im selben Monat startete er bei der FIS Snowboard-Weltmeisterschaft im schweizerischen Arosa und wurde 36.; bei den Juniorenweltmeisterschaften im April 2007 erreichte er den 19. Platz. In der Saison 2007/2008 bestritt er nur einen Weltcup-Wettbewerb und konnte dabei in Stockholm 25. in seiner Disziplin werden.
Beim FIS Weltcupauftakt der Saison 2009 in London gelang ihm beim Sieg des Finnen Peetu Piiroinen mit dem fünften Platz seine erste Top-Ten-Platzierung, direkt hinter seinem Landsmann Roger Kleivdal.
Am 3. Dezember 2011 gewann Badertscher mit dem Air & Style Contest in Peking seinen ersten TTR-6 Stern Bewerb, die höchste Kategorie der Wettkampftour.